# Новодугінський район
Новодугінський район (рос. Новодугинский район) — адміністративна одиниця Смоленської області Російської Федерації.
Адміністративний центр — Новодугіно.

## Географія
Межує з Холм-Жирковським, Вяземським, Гагарінським і Сичовським районами, а також Тверською областю. Площа території — 1922 км².

## Адміністративний поділ
До складу району входять 6 сільських поселень:
| Муніципальне утворення           | Чисельність населення, ос. | Площа, км² | Адміністративний центр |
| -------------------------------- | -------------------------- | ---------- | ---------------------- |
| Новодугінське сільське поселення | 5,00 тис.                  | 158,2      | село Новодугіно        |
| Високівське сільське поселення   | 1,46 тис.                  | 249,8      | село Високе            |
| Дніпровське сільське поселення   | 1,87 тис.                  | 520,0      | село Дніпровське       |
| Ізвековське сільське поселення   | 1,31 тис.                  | 359,8      | село Ізвеково          |
| Капустінське сільське поселення  | 0,26 тис.                  | 125,6      | село Капустіно         |
| Тьосовське сільське поселення    | 1,15 тис.                  | 345,7      | село Тьосово           |